# روبرتو فلوریانو
روبرتو فلوریانو (انگلیسی: Roberto Floriano؛ زادهٔ ۱۴ اوت ۱۹۸۶) بازیکن فوتبال اهل ایتالیا است.
از باشگاه‌هایی که در آن بازی کرده‌است می‌توان به باشگاه فوتبال اینتر میلان، باشگاه فوتبال آلساندریا، باشگاه فوتبال پیزا، و باشگاه فوتبال پیستویزه اشاره کرد.